# Broughton House

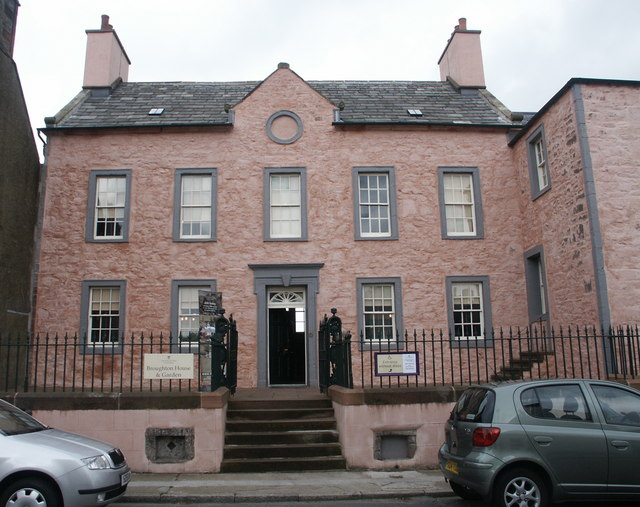
Broughton House

Broughton House ist eine Villa in der schottischen Kleinstadt Kirkcudbright in der Council Area Dumfries and Galloway. 1971 wurde das Bauwerk in die schottischen Denkmallisten in der höchsten Denkmalkategorie A aufgenommen.

## Geschichte
Das georgianische Broughton House wurde in der ersten Hälfte des 18. Jahrhunderts errichtet. 1740 erwarb der Politiker Alexander Murray of Broughton das Gebäude und gab ihm seinen heutigen Namen. Mit seinem Ableben 1751 erbte sein Sohn James Murray Broughton House und veräußerte es 1756. Zu Beginn des 20. Jahrhunderts erwarb der schottische Maler Edward Atkinson Hornel Broughton House. Er beauftragte den Architekten John Keppie mit der Überarbeitungen des Innenraums. Die Arbeiten wurden 1910 abgeschlossen.
Seit 1997 steht es unter der Obhut des National Trust for Scotland und wird als "a living museum of Hornel’s life and work" (ein lebendiges Museum zu Hornels Leben und Werk) erhalten. 2019 wurde Broughton House von rund 19.000 Personen besucht. 2024 betrug die Besucherzahl etwa 12.000 Personen.

## Beschreibung
Broughton House liegt an der High Street im historischen Zentrum Dumfries’ unweit des linken Dee-Ufers. Die ostexponierte Frontseite des zweistöckigen Gebäudes ist fünf Achsen weit. Die mittige Eingangstüre ist mit Kämpferfenster und abschließendem Fries und Gesimse gestaltet. Das Mauerwerk besteht aus Bruchstein, wobei die eingefassten Gebäudeöffnungen farblich abgesetzt sind. Es sind zwölfteilige Sprossenfenster verbaut. Rechts tritt ein zweistöckiger Flügel hervor. Der umfriedende gusseiserne Zaun wurde im frühen 19. Jahrhundert gefertigt. Da das Gebäude in den Hang gebaut ist, ist seine Rückseite dreistöckig. In der Mitte des 19. Jahrhunderts wurde rechts ein vierstöckiger hervortretender Bogen hinzugefügt. Links geht ein langer Flügel ab.

## Garten

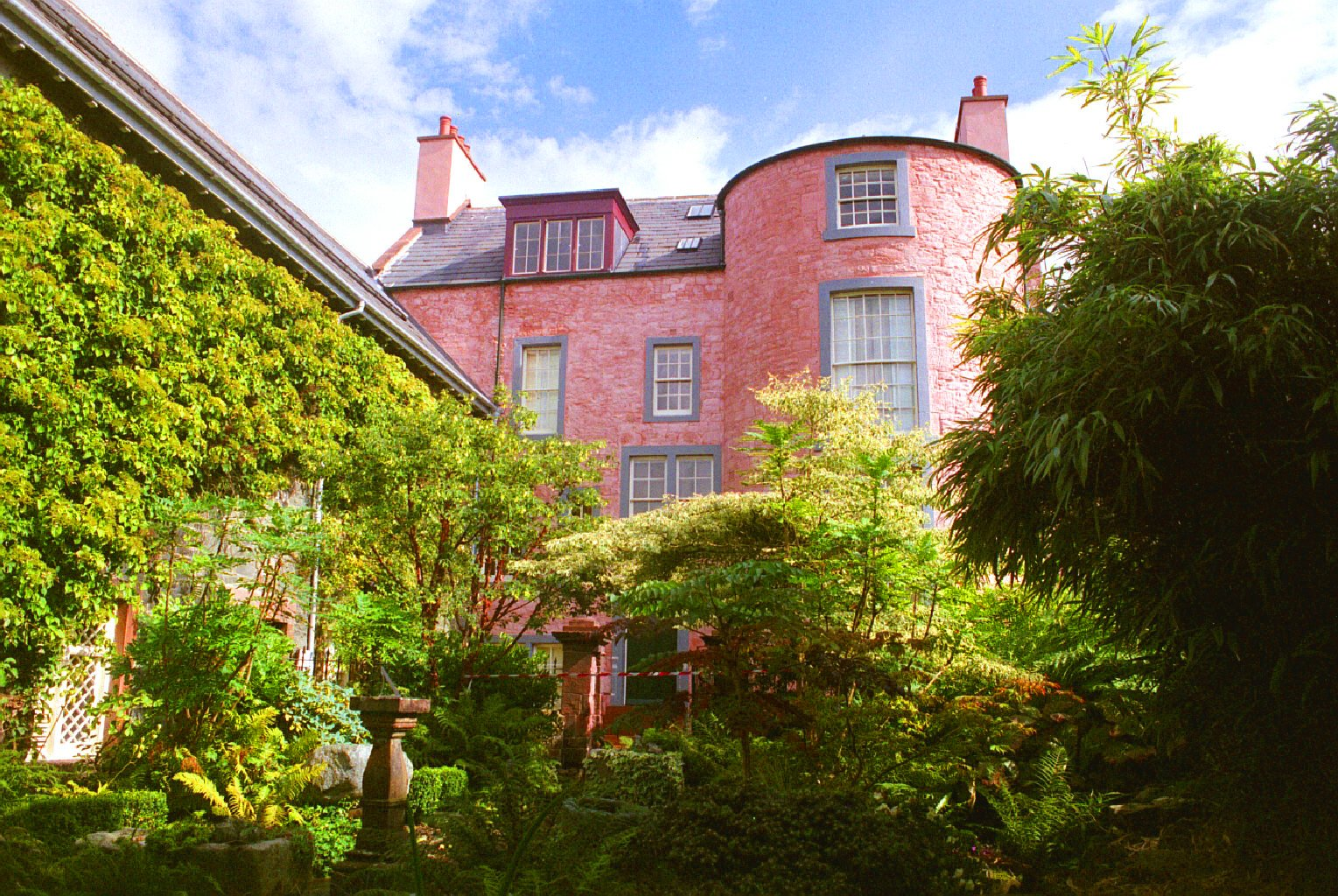
Gebäuderückseite mit einem Teil des Gartens

Jenseits des Gebäudes befindet sich ein weitläufiger Garten. Er wurde von Hornel angelegt und bis zu seinem Tod von ihm gepflegt. Anschließend betreute seine Schwester bis 1950 die Anlage. Zwei im Stile des ausklingenden 17. Jahrhunderts gestaltete Torpfosten mit aufsitzenden Ananasskulpturen trennen Terrasse und Garten. Dieser ist im japanischen Stil angelegt, der in Schottland nur selten anzutreffen ist. Neben verschiedenen Sonnenuhren aus dem 17. und 18. Jahrhundert umfasst die Anlage Felsgärten und einen Lilienteich mit Trittsteinen.
1987 wurde die Anlage in das Inventory of Gardens and Designed Landscapes in Scotland aufgenommen.